# Reakcja zerowego rzędu

Wzbudzenie cząsteczki chlorofilu jest pierwszym etapem fotosyntezy)

Reakcja zerowego rzędu – reakcja chemiczna, której  szybkość nie zależy od stężenia reagentów (równanie kinetyczne jest jednomianem zerowego stopnia)

Szybkość reakcji (r), wyrażona jako szybkość zmniejszania się stężenia substratu (c), jest równa stałej szybkości reakcji (k) w danych warunkach zewnętrznych:
{\displaystyle r=-{\frac {dc}{dt}}=kc^{0}=k}
Reakcjami zerowego rzędu są np.:
- reakcje fotochemiczne, w których każdy z pochłoniętych kwantów jest wykorzystywany w reakcji (szybkość zależna od wielkości strumienia dostarczanej energii, reakcja „kontrolowana energetycznie”),
- takie reakcje heterofazowe, w których najwolniejszym etapem procesu jest przemiana fazowa, np. reakcje w nasyconych roztworach nad substratem w fazie stałej, których szybkość jest równa szybkości rozpuszczania się substratu,
- reakcje zachodzące między reagentami rozdzielonymi przegrodą, np. membraną półprzepuszczalną, w których prędkość migracji przez przegrodę jest etapem o najmniejszej szybkości (reakcja „kontrolowana dyfuzyjnie”).

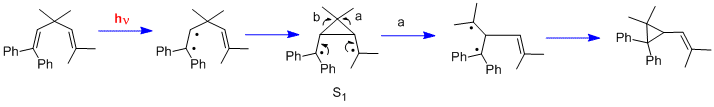
Szybkość reakcji zerowego rzędu nie zależy od stężenia substratów, lecz np. od liczby pochłanianych kwantów światła; przykład: fotochemiczne przegrupowanie santoniny